# 1392 Pierre
1392 Pierre (1936 FO) là một tiểu hành tinh vành đai chính được phát hiện ngày 16 tháng 3 năm 1936 bởi L. Boyer ở Algiers.